# Żydowski Instytut Historyczny

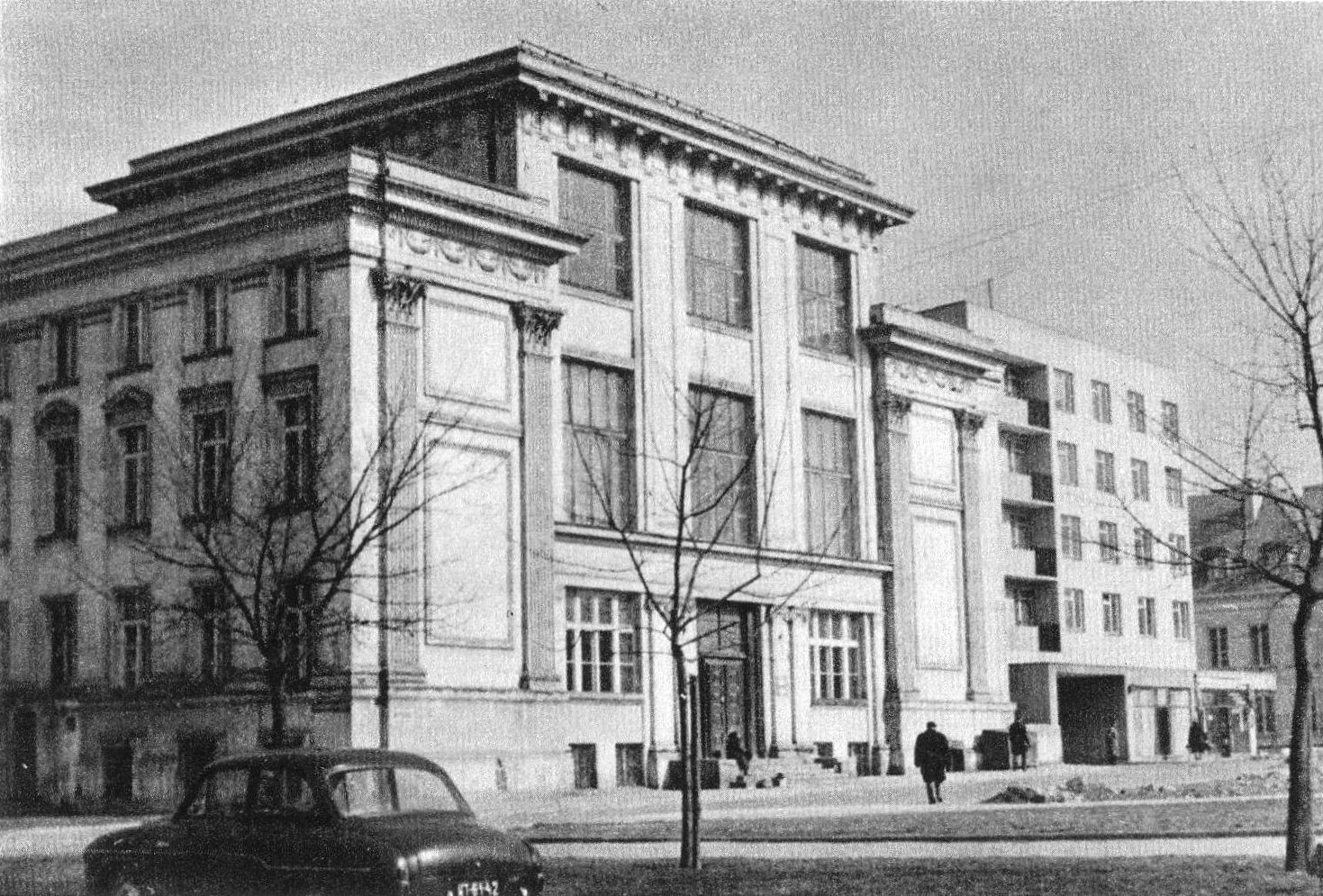
Siedziba ŻIH w latach 50. lub wczesnych latach 60.

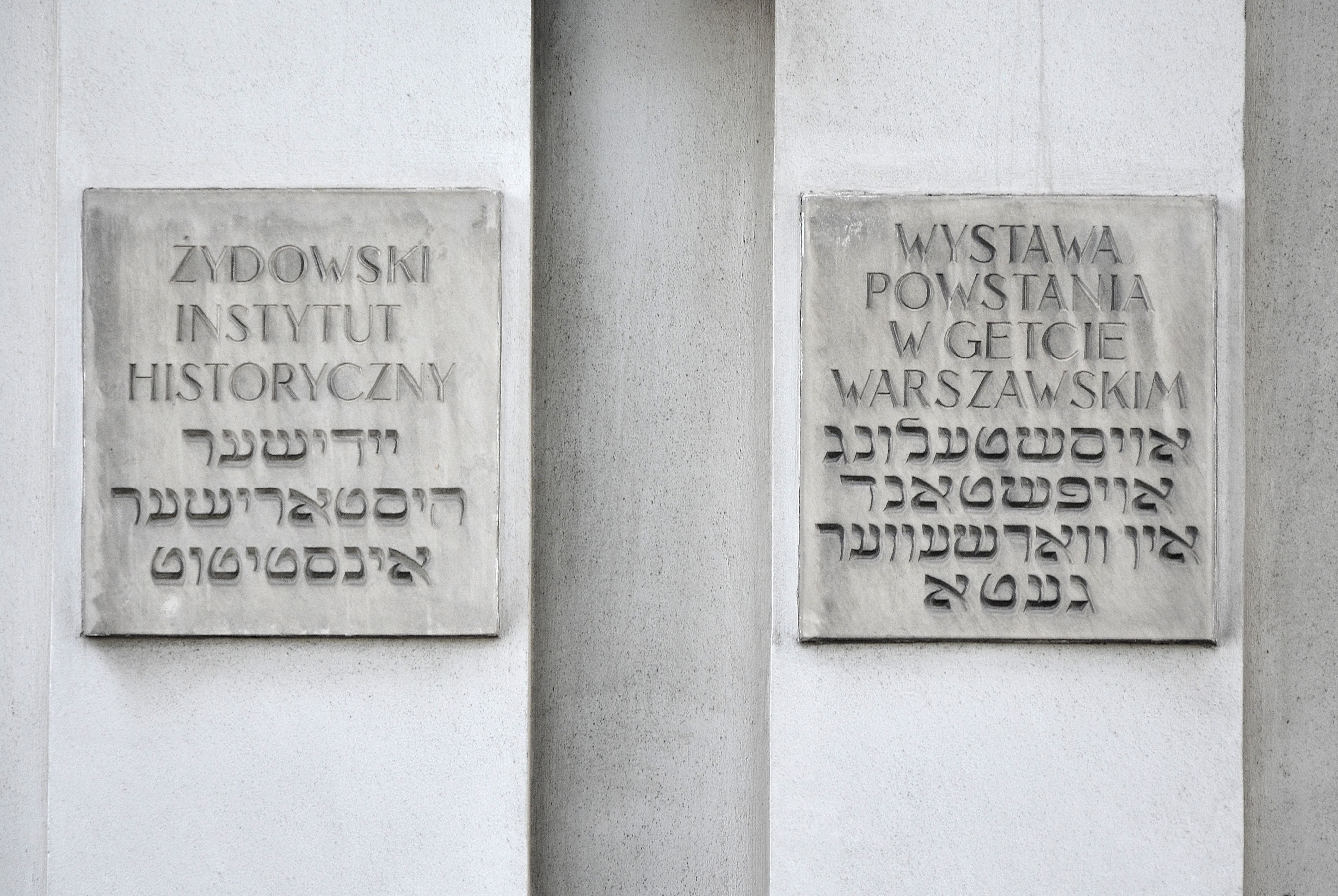
Tablice informacyjne przy wejściu do budynku

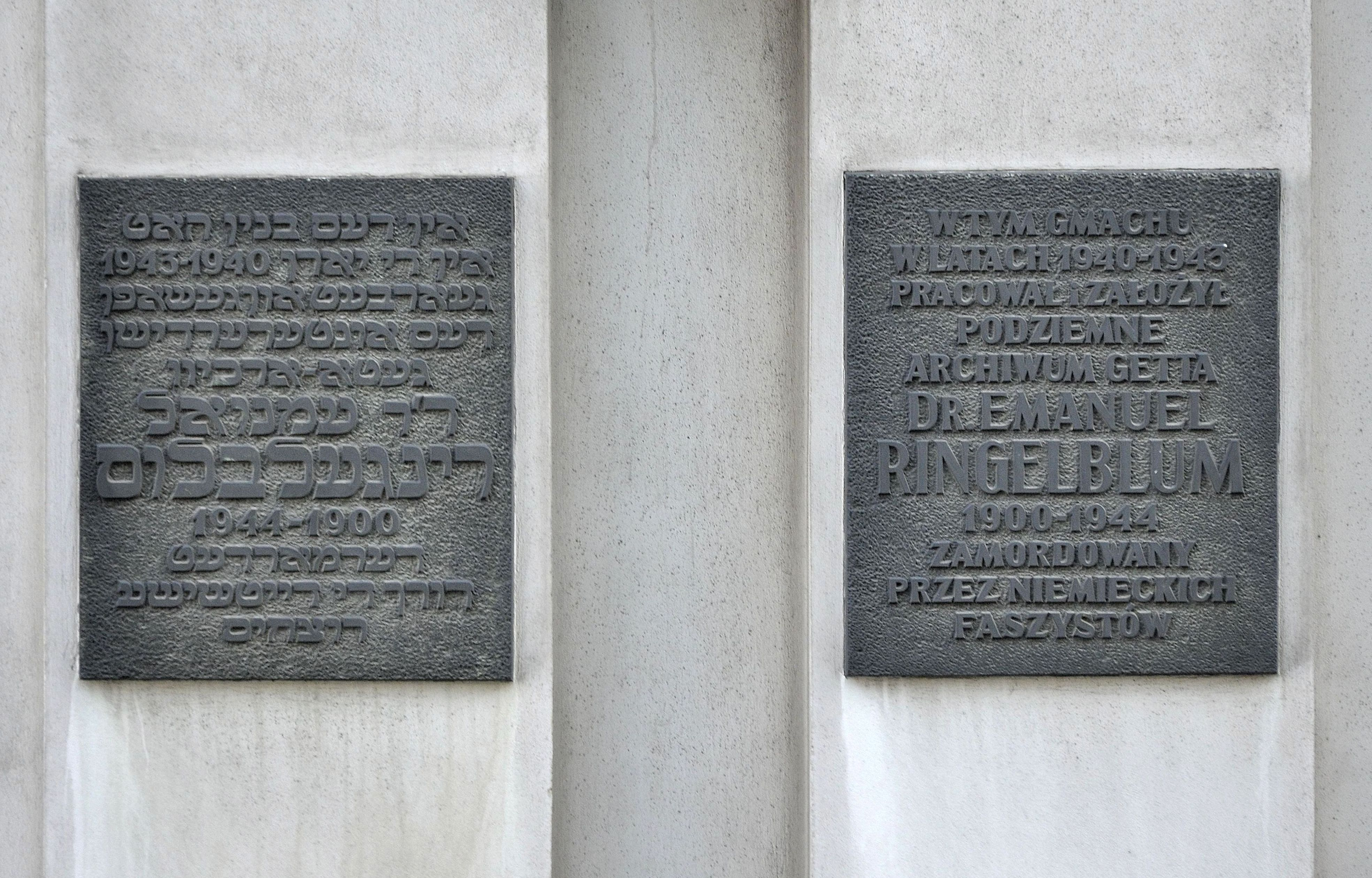
Tablice upamiętniające Emanuela Ringelbluma

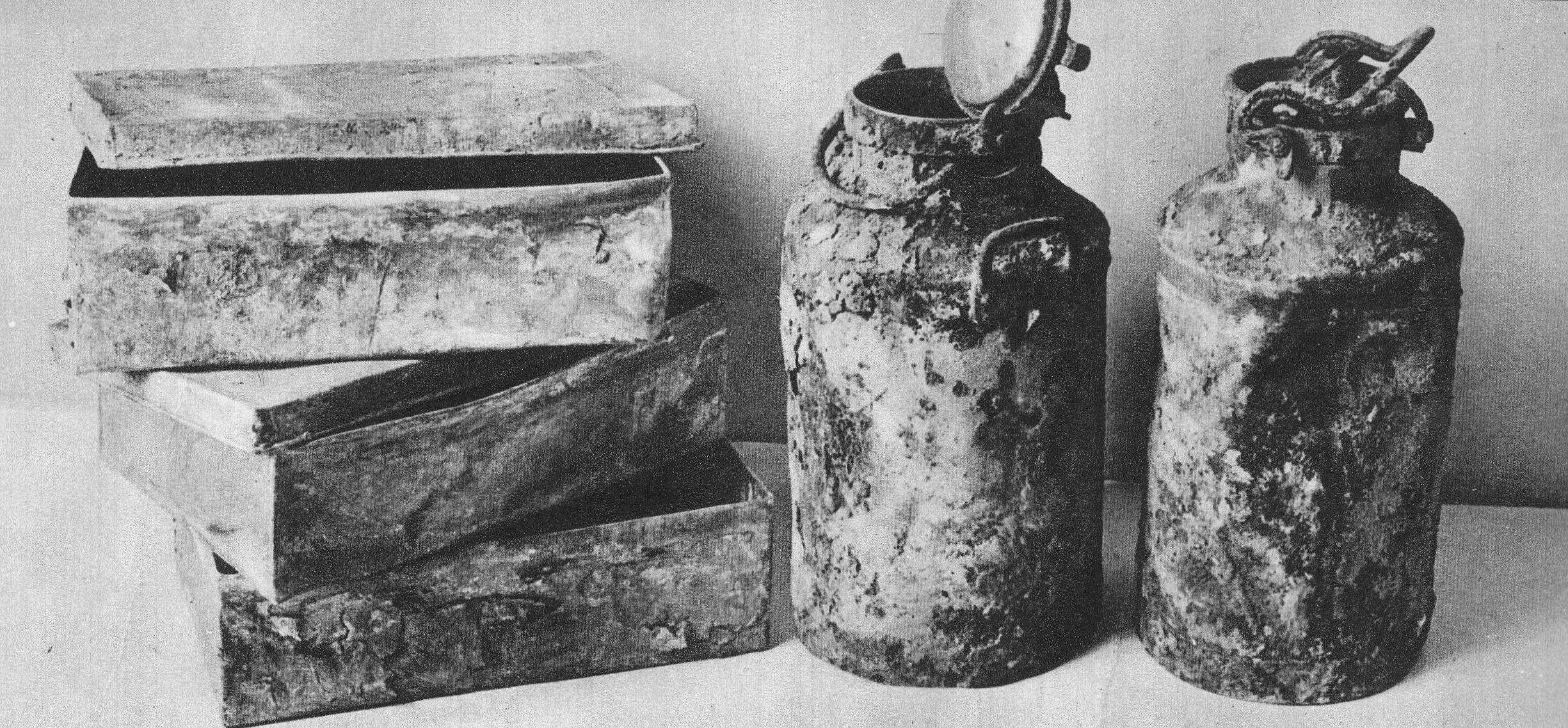
Trzy z dziesięciu metalowych skrzynek oraz dwie bańki na mleko, w których ukryto materiały Archiwum Ringelbluma

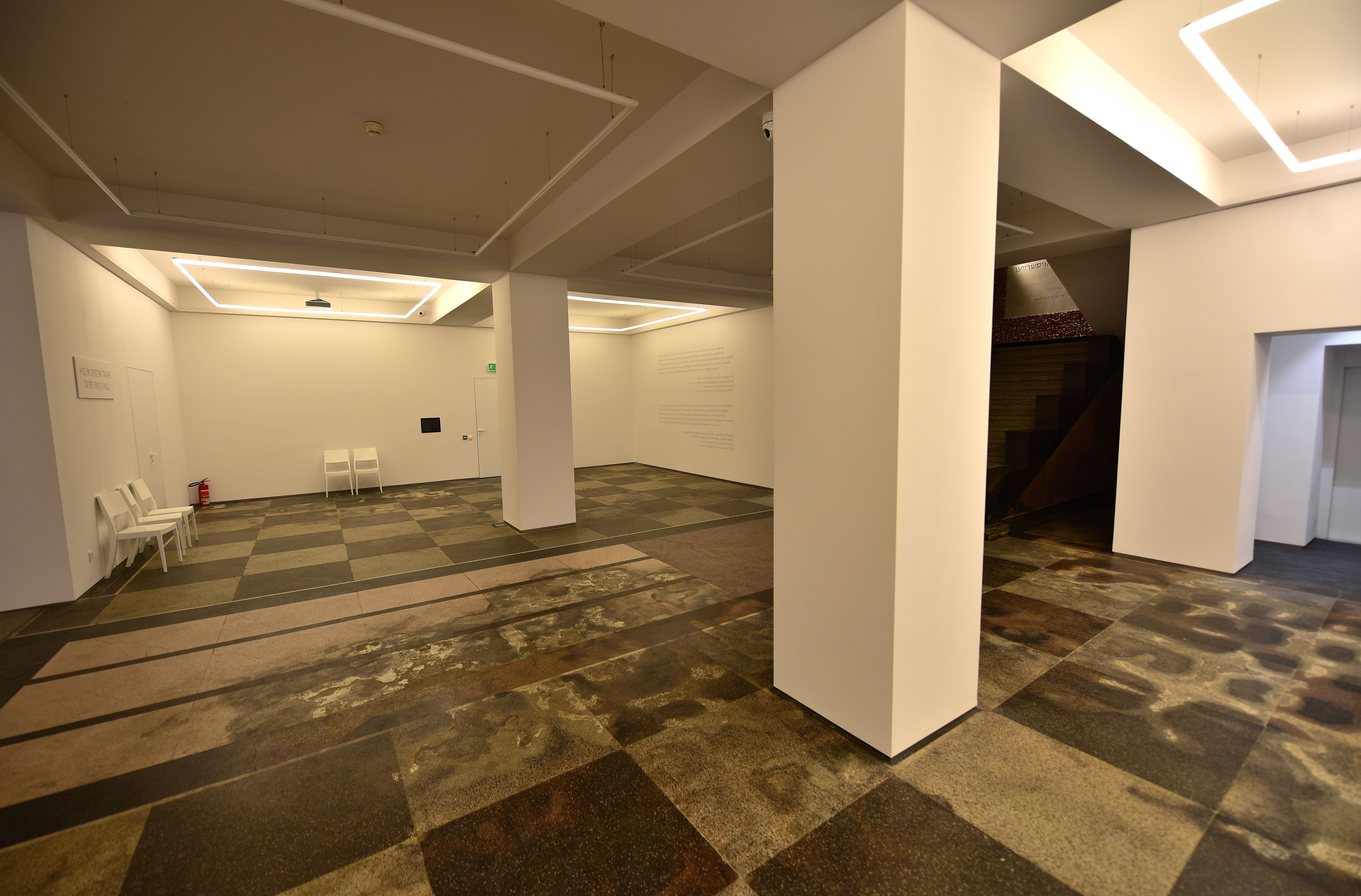
Hol im. Rodziny Taube na parterze. Na posadzce widoczne ślady po pożarze, który wybuchł w budynku 16 maja 1943 po wysadzeniu przez Niemców sąsiadującej z nim Wielkiej Synagogi

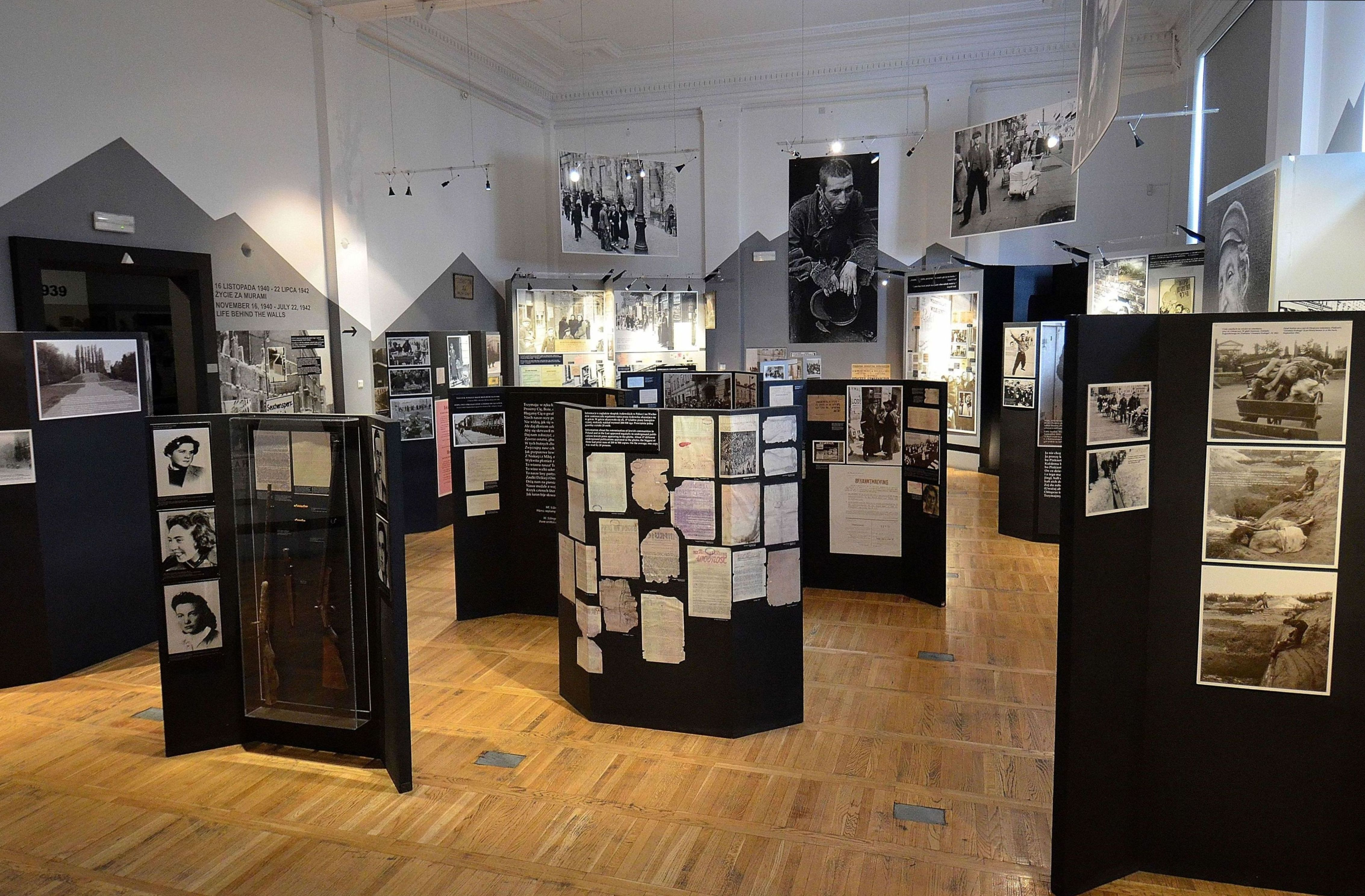
Fragment wystawy na I piętrze (2012)

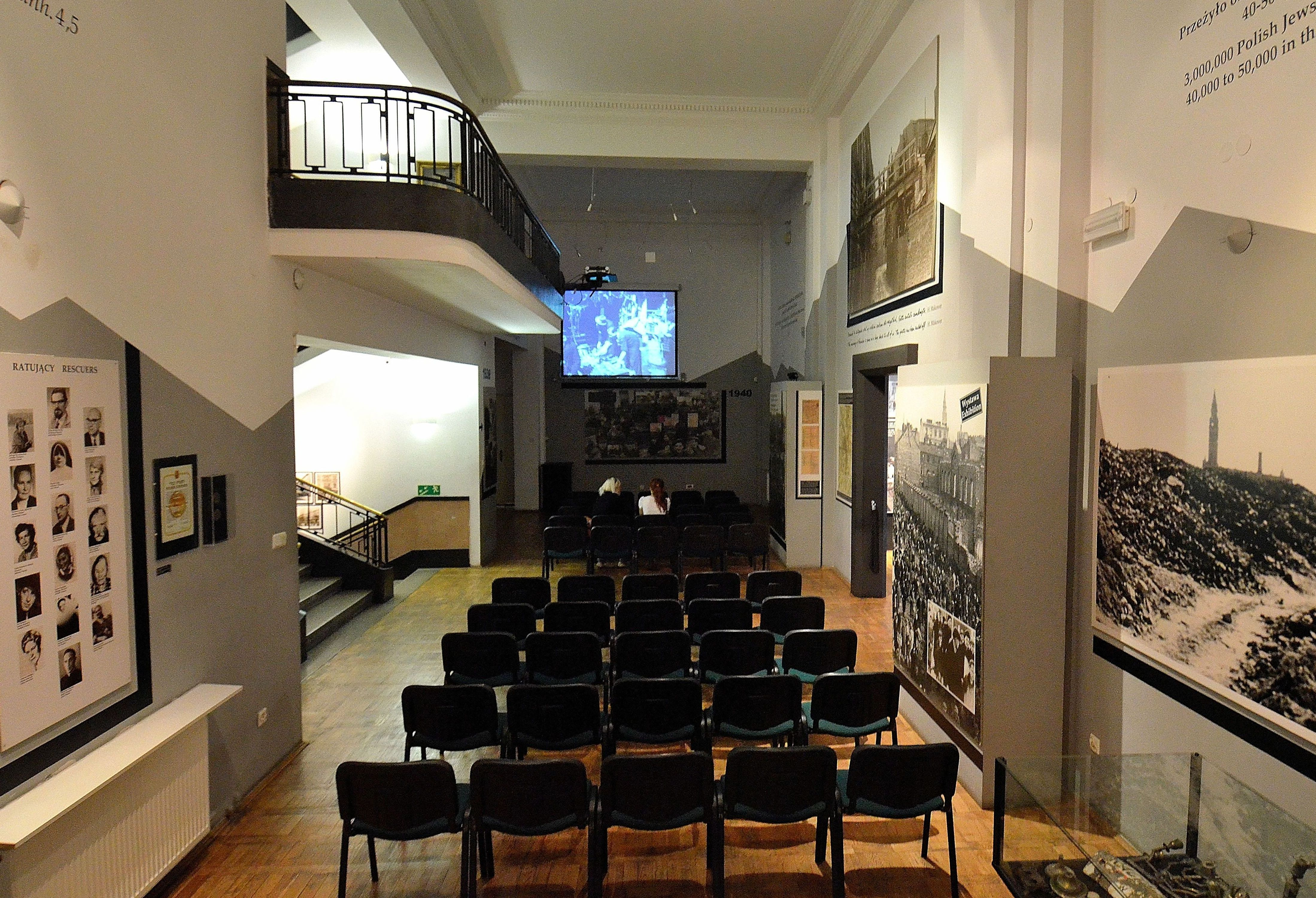
Dawna sala kinowa

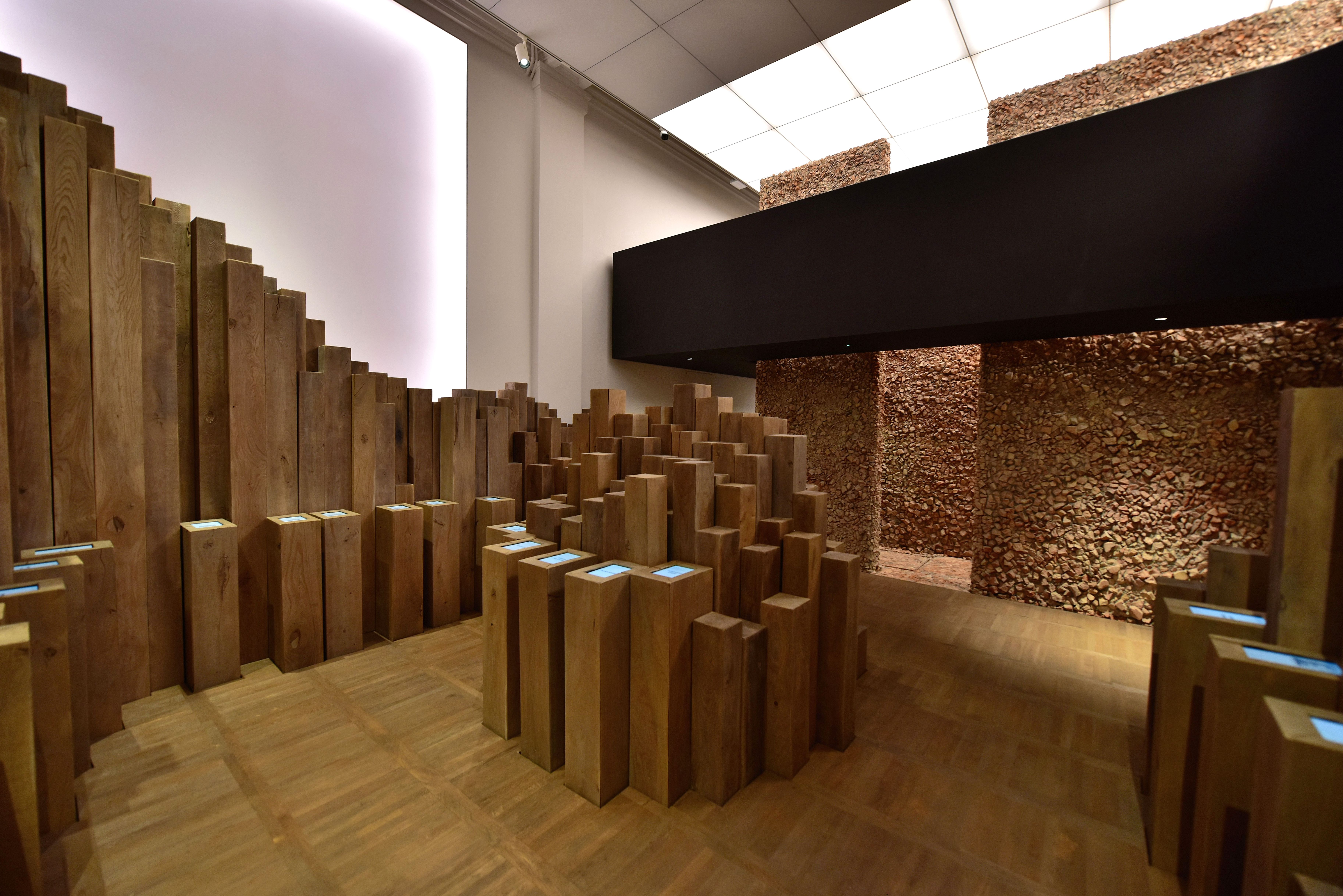
Fragment wystawy stałej Czego nie mogliśmy wykrzyczeć światu

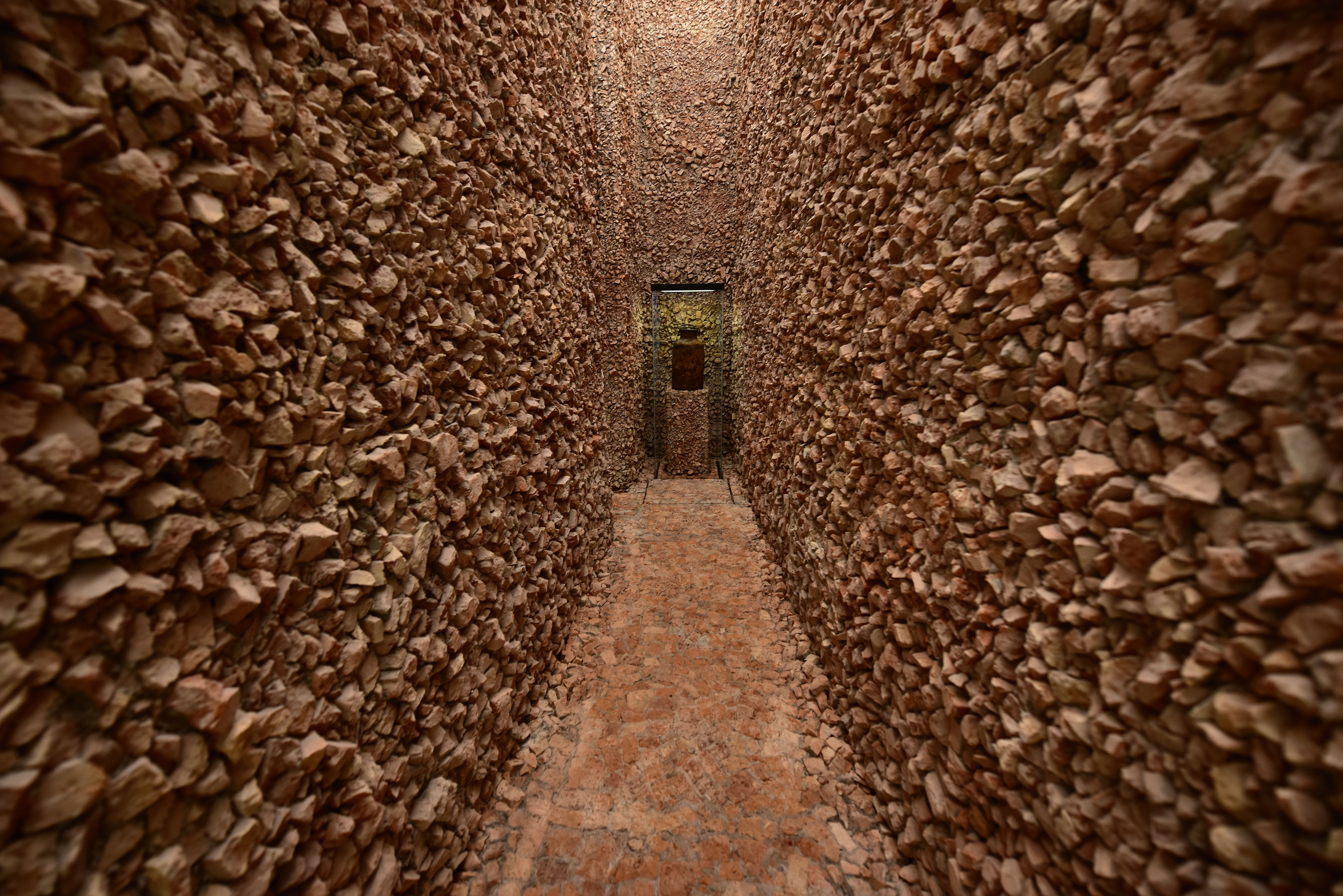
Jedna z baniek na mleko, w której ukryto Archiwum Ringelbluma, eksponowana na wystawie stałej

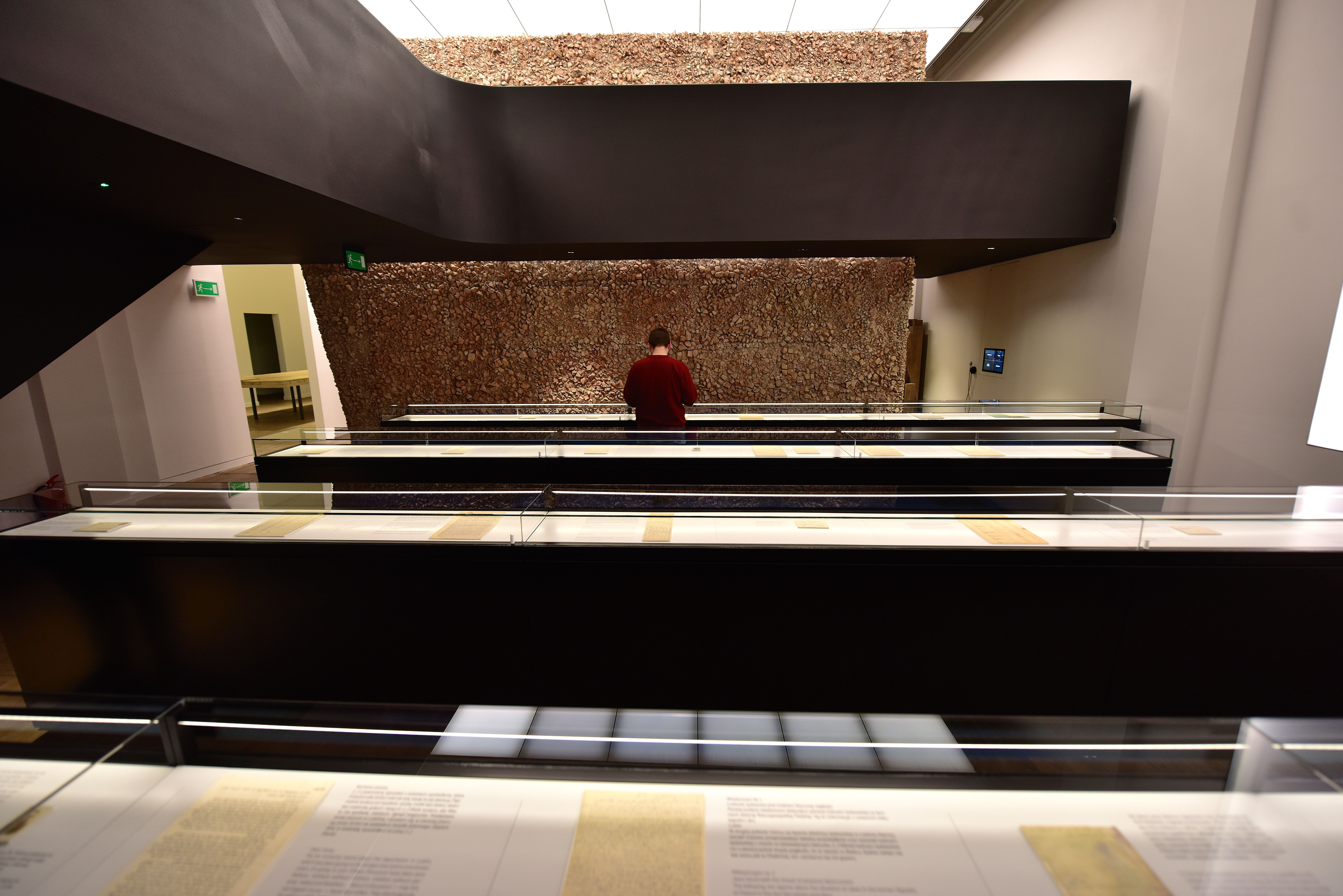
Gabloty z dokumentami

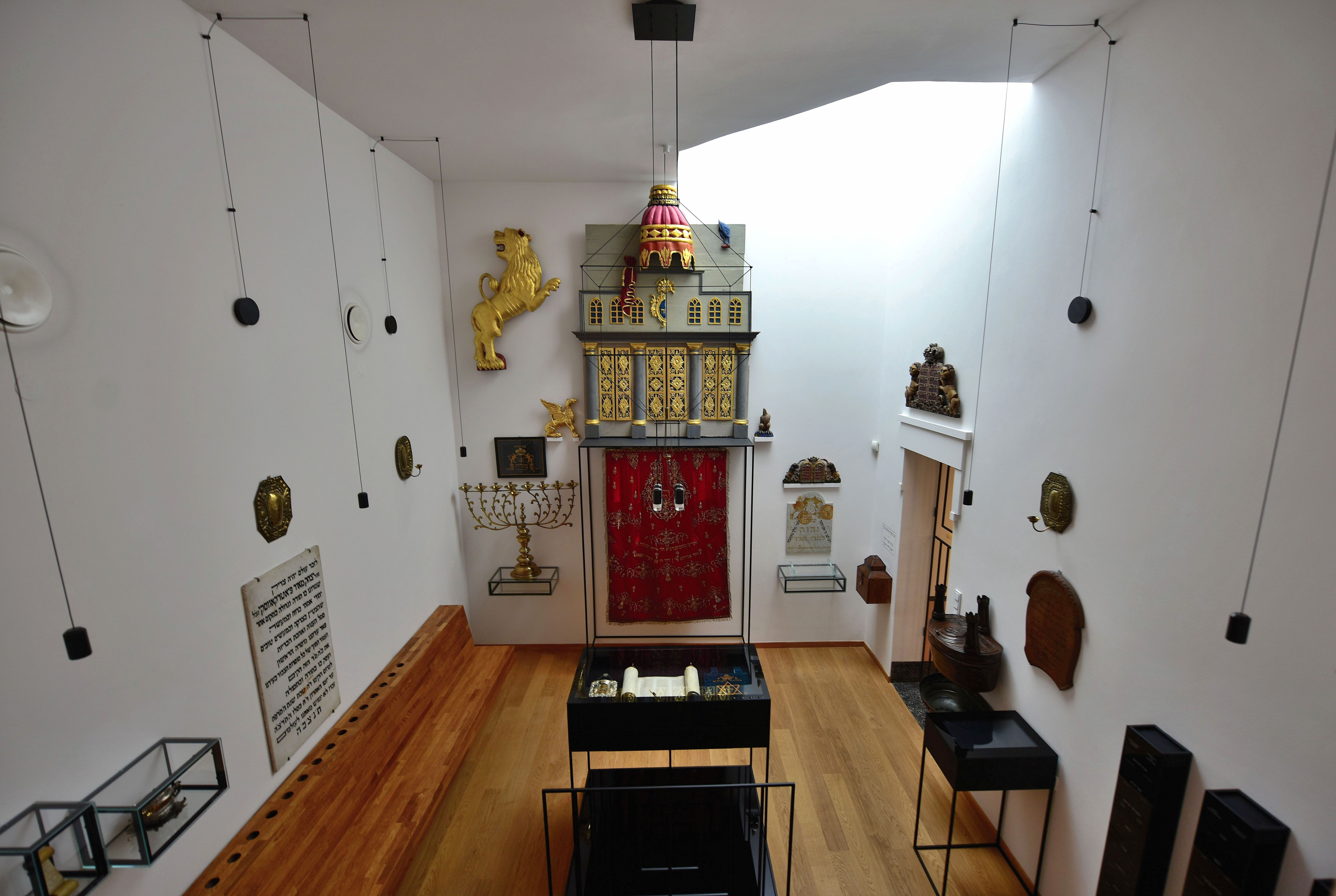
Ekspozycja Dom modlitwy (heb. bejt tfila)

Żydowski Instytut Historyczny im. Emanuela Ringelbluma (skrót: ŻIH; jid. ‏ייִדישער היסטאָרישער אינסטיטוט‎ Jidiszer Historiszer Institut, skrót: ‏ייִהא‎) – instytucja z siedzibą w Warszawie, zajmująca się badaniami nad dziejami i kulturą Żydów w Polsce.
W latach 1994–2008 formalnie funkcjonował jako państwowy Instytut Naukowo-Badawczy, jedyna w Polsce państwowa placówka naukowa związana z mniejszością narodową. Od 1 stycznia 2009 roku Instytut nosi imię Emanuela Ringelbluma i ma status państwowej instytucji kultury.

## Historia
Instytut został założony 1 października 1947 roku w wyniku przekształcenia Centralnej Żydowskiej Komisji Historycznej działającej przy Centralnym Komitecie Żydów Polskich w Żydowski Instytut Historyczny z siedzibą przy ul. Tłomackie 5, w odbudowanym gmachu przedwojennego Instytutu Nauk Judaistycznych i Głównej Biblioteki Judaistycznej. Budynek został wzniesiony w latach 1928–1936 według projektu Edwarda Ebera. Po zakończeniu wojny został gruntownie wyremontowany i w maju 1947 roku oddany w użytkowanie Instytutowi.
ŻIH był sukcesorem zbiorów Centralnej Żydowskiej Komisji Historycznej i Żydowskiego Towarzystwa Krzewienia Sztuk Pięknych. Podjął się stworzenia centralnego archiwum dokumentów dotyczących historii Żydów polskich w celu jak najszybszego udostępnienia dokumentów badaczom, powołał Bibliotekę ŻIH, która przejęła zbiory Głównej Biblioteki Judaistycznej oraz przystąpił do organizacji muzeum. Rozpoczął także poszukiwania dalszych części Archiwum Ringelbluma. W 1948 r. Instytut zainicjował wydawanie kwartalnika historycznego w języku jidysz „Bleter far Geszichte”, a w 1949 roku polskojęzycznego „Biuletynu Informacyjnego Żydowskiego Instytutu Historycznego”, którego nazwa od 1950 roku do 2000 roku brzmiała „Biuletyn Żydowskiego Instytutu Historycznego”. Od roku 2000 czasopismo ukazuje się pod nazwą „Kwartalnik Historii Żydów”.
29 października 1950 roku, decyzją władz PZPR, zlikwidowano Centralny Komitet Żydów Polskich. 8 listopada 1950 r. pracownicy ŻIH na Walnym Zebraniu członków założycieli powołali Stowarzyszenie Żydowski Instytut Historyczny w Polsce, które zostało zarejestrowane w 1951 roku i stało się samodzielnym podmiotem prawnym. Stowarzyszenie w swej działalności zamiennie używało nazwy „Stowarzyszenie Żydowski Instytut Historyczny” oraz „Żydowski Instytut Historyczny”. Jego główne cele statutowe i działania stanowiły kontynuację prac ŻIH – wiązały się z prowadzeniem całokształtu badań nad historią Żydów, działalnością naukowo-badawczą i popularyzacją wyników prowadzonych badań.
Lata 50. to okres emigracji wielu historyków, uczonych i innych pracowników Instytutu. Kolejna fala emigracji nastąpiła po wydarzeniach z marca 1968 roku. Wówczas władze komunistyczne próbowały doprowadzić do likwidacji Instytutu. W ramach sprzeciwu Artur Eisenbach złożył rezygnację ze stanowiska dyrektora oraz z innych zajmowanych w ŻIH funkcji. Polska Akademia Nauk proponowała przekształcenie ŻIH w instytucję wyłącznie badawczą. Zbiory archiwalne Instytutu miały być przekazane Głównej Komisji Badania Zbrodni Hitlerowskich, a kolekcje archiwalne, biblioteczne i muzealne – odpowiednim instytucjom. Postulowano też „spolszczenie” Instytutu przez zatrudnienie także Polaków i zmianę programu badań. Proces ten rozpoczął się 18 czerwca 1968 roku – w tym dniu Naczelna Dyrekcja Archiwów Państwowych rozpoczęła przejmowanie akt – depozytów tworzących około połowy zasobów archiwalnych ŻIH. Ostatecznie nie doszło od przekazania zbiorów archiwum ŻIH do Głównej Komisji Badania Zbrodni Hitlerowskich – przejęciu uległy jedynie depozyty archiwalne dotyczące II wojny światowej przechowywane w archiwum Instytutu.
Po tych wydarzeniach działalność placówki została znacznie ograniczona, jednak nie została formalnie zlikwidowana. Stabilizację ŻIH w pewnym stopniu zapewniło powołanie 11 VI 1969 r. Rady Naukowej Instytutu, którego przewodniczącym został prof. Stanisław Herbst. Dla ŻIH początek lat 70. to czas ostrego kryzysu kadrowego. ŻIH niemal całkowicie odszedł wtedy od problematyki Zagłady. Determinacja i dobre ogólne wykształcenie pracowników pozwoliły jednak przetrwać Instytutowi i zaowocowały pracami badawczymi nad historią okresu staropolskiego, XIX wieku i żydowskiego ruchu robotniczego.
Na przełomie lat 70. i 80. ŻIH próbował zaktywizować działalność poprzez nawiązanie współpracy z placówkami naukowymi, głównie z Instytutem Historii Polskiej Akademii Nauk. W 1979 roku utworzono Dział Dokumentacji Odznaczeń Jad Waszem, a w 1991 roku Dział Dokumentacji i Informacji Naukowej, późniejszy Dział Dokumentacji Zabytków. Rok 1992 to pierwsze przedsięwzięcia edukacyjne, a także znaczące ożywienie działalności wydawniczej.
18 maja 1993 roku, na Walnym Zebraniu, członkowie Stowarzyszenia ŻIH w Polsce podjęli decyzję o wyodrębnieniu Instytutu oraz upoważnili Zarząd do bezpłatnego użyczenia majątku Stowarzyszenia instytutowi naukowo-badawczemu, o powołanie którego zwrócili się do Ministra Kultury i Sztuki. W zakres majątku wchodził budynek przy Tłomackiem 3/5, zbiory archiwalne, dokumenty, zbiory biblioteczne oraz dzieła sztuki.
18 kwietnia 1994 roku, Zarządzeniem nr 13, Minister Kultury i Sztuki powołał Żydowski Instytut Historyczny – Instytut Naukowo-Badawczy. Działalność ŻIH INB prowadzona była głównie w oparciu o udostępnione przez Stowarzyszenie zbiory, a jego siedzibą został budynek dawnej Głównej Biblioteki Judaistycznej. W grudniu 2008 roku decyzją Ministra Kultury i Dziedzictwa Narodowego ŻIH Instytut Naukowo-Badawczy został zlikwidowany, a w jego miejsce 1 stycznia 2009 roku powołany został Żydowski Instytut Historyczny im. Emanuela Ringelbluma, który otrzymał status państwowej instytucji kultury.

## Działalność
Żydowski Instytut Historyczny im. Emanuela Ringelbluma jako państwowa instytucja kultury tworzy podstawy naukowe dla rozwoju wiedzy o historii i kulturze Żydów, upowszechnia efekty prowadzonych badań, udostępnienia zachowane świadectwa materialne oraz sprawuje wszechstronną opiekę nad zbiorami przekazanymi przez Stowarzyszenie w użyczenie, w tym nad Podziemnym Archiwum Getta Warszawy (tzw. Archiwum Ringelbluma).
18 września 2017 r., w 71. rocznicę wydobycia pierwszej części Archiwum Ringelbluma, Żydowski Instytut Historyczny i Stowarzyszenie Żydowski Instytut Historyczny w Polsce powołały międzynarodowy Program Oneg Szabat mający na celu powszechnienie wiedzy o Podziemnym Archiwum Getta Warszawy, udostępnienie zachowanych w nim dokumentów oraz upamiętnienie członków grupy Oneg Szabat.
W ramach Programu w siedzibie Instytutu została otwarta wystawa stała „Czego nie mogliśmy wykrzyczeć światu”, uruchomiono Portal Delet, podjęto prace nad wydaniem i przetłumaczeniem wszystkich dokumentów z Archiwum Ringelbluma.

### Archiwum
Archiwum Instytutu jest jednym z najbogatszych zasobów źródłowych do badań historii Żydów w Polsce. W zbiorach Archiwum ŻIH znajdują się dokumenty powstałe w społeczności żydowskiej w Polsce od XVIII w. do czasów współczesnych, m.in. dokumentacja organizacji takich jak: Centralny Komitet Żydów Polskich, Joint, Hebrajskie Stowarzyszenie Pomocy Imigrantom HIAS czy Towarzystwo Propagowania Pracy wśród Żydów, prace studentów szkół wyższych i seminariów rabinackich dotyczące historii, filozofii i religioznawstwa, dokumenty gmin żydowskich, a także dokumenty dotyczące II wojny światowej: Podziemne Archiwum Getta Warszawskiego, tzw. Archiwum Ringelbluma (wpisane w 1999 r. na listę zabytków piśmiennictwa światowego UNESCO „Pamięć Świata”), pamiętniki pisane w obozach koncentracyjnych i gettach, akta Judenratów, relacje osób, które przeżyły Holokaust, prasę konspiracyjną oraz inne.
Od 2013 r. na stronie internetowej ŻIH znajduje się spis wszystkich kolekcji archiwalnych. Jednym z najważniejszych zadań Instytutu jest umożliwienie dostępu do jego zbiorów jak najszerszemu gronu odbiorców, dlatego też została udostępniona Centralna Biblioteka Judaistyczna – cyfrowe repozytorium, którego celem jest przechowywanie i udostępnienie on-line wszystkich zbiorów bibliotecznych i archiwalnych znajdujących się w dyspozycji Instytutu, a także Portal Delet, w którym są prezentowane najcenniejsze zbiory pozostające w pieczy Stowarzyszenia Żydowski Instytut Historyczny w Polsce i Żydowskiego Instytutu Historycznego.

### Archiwum Ringelbluma (Podziemne Archiwum Getta Warszawy)
Podziemne Archiwum Getta Warszawy jest najcenniejszym zbiorem w archiwum Żydowskiego Instytutu Historycznego. Liczy ponad 35 tys. stron, w tym: 746 relacji, dzienników i wspomnień, 380 teczek dokumentów urzędowych, 120 opracowań naukowych, 88 utworów literackich, 76 fotografii i 54 tytuły prasy konspiracyjnej. Prace nad zabezpieczeniem Archiwum trwają nieprzerwanie od wydobycia. Najważniejsze prace konserwatorskie rozpoczęły się w 1990 r. dzięki wsparciu finansowemu Muzeum Holocaustu w Waszyngtonie (USHMM), które również sponsorowało opracowanie nowego inwentarza pod kierownictwem prof. Tadeusza Epszteina. W 2012 r. Żydowski Instytut Historyczny otrzymał grant z Narodowego Programu Rozwoju Humanistyki, dzięki któremu prace nad pełną edycją Archiwum nabrały znacznego przyspieszenia. Redaktorem naukowym projektu został prof. Tadeusz Epsztein, a jego kierownikiem dr Eleonora Bergman, którą w 2015 roku zastąpiła dr Katarzyna Person. Efektem prac prowadzonych we współpracy z szerokim gronem historyków, socjologów, filozofów, literaturoznawców, redaktorów oraz wybitnych tłumaczy jest 38-tomowe wydawnictwo. Pierwszy tom Archiwum przetłumaczony na język angielski „The Ringelblum Archive. Underground Archive of the Warsaw Ghetto” ukazał się drukiem w listopadzie 2017 r.
Oryginalne dokumenty Archiwum są prezentowane na wystawie stałej w ŻIH “Czego nie mogliśmy wykrzyczeć światu”, która została otwarta 14 listopada 2017 r.

### Biblioteka
Biblioteka, która obecnie liczy ponad 80 tysięcy woluminów, jest największym w Polsce zbiorem historycznych i współczesnych publikacji dotyczących historii, kultury i religii Żydów. Kontynuuje tradycję Głównej Biblioteki Judaistycznej, z której posiada bardzo wiele pozycji. Prawie połowę zbioru stanowią książki i czasopisma w języku hebrajskim i jidysz. W zbiorach znajdują się również żydowskie księgi pamięci.
Biblioteka posiada także ponad tysiąc rękopisów, na które składają się komentarze do Talmudu i Tory, prace z zakresu medycyny i astronomii oraz traktaty kabalistyczne i około 1600 starodruków, z których większość to dzieła religijne i dysputy rabinackie. Biblioteka, jako jedyna w Polsce, prowadzi katalog książek także w językach jidysz i hebrajskim, bez transliteracji na alfabet łaciński.
Kolekcja czasopism zawiera ponad 3600 tytułów, głównie w językach polskim i jidysz, w większości pochodzących z okresu międzywojennego. Wiele czasopism zostało zdigitalizowanych i udostępnionych w Centralnej Bibliotece Judaistycznej.
Zasoby biblioteczne Instytutu obejmują kolekcję ponad 1500 materiałów audiowizualnych: filmów dokumentalnych, programów telewizyjnych, rejestracji wideo z wydarzeń związanych z życiem ŻIH i zapisów relacji historycznych.
W Dziale Dokumentacji Dziedzictwa Żydowskiego zgromadzono ponad 55 tysięcy zdjęć, wśród których znajdują się fotografie przedwojenne, wykonane w czasie Zagłady, zdjęcia osób zasłużonych i znaczących dla życia żydowskiego, dokumentacja życia po wojnie i materialnego dziedzictwa żydowskiego w Polsce.

### Muzeum
Żydowski Instytut Historyczny opiekuje się największym w Polsce zbiorem muzealnym o tematyce żydowskiej obejmującym ponad 12 tysięcy obiektów. Zbiór obejmuje dzieła sztuki, rzemiosło artystyczne i przedmioty historyczne. Bogatą kolekcję przedmiotów kultu religijnego – synagogalnego i domowego – tworzą m.in. wszelkiego rodzaju judaika srebrne i mosiężne, tkaniny, zwoje Tory, iluminowane zwoje Estery. Osobną kolekcję stanowią tzw. pamiątki historyczne, których duża część pochodzi z okresu II wojny światowej z terenów byłych gett i obozów zagłady.
W 2018 r. w siedzibie ŻIH została otwarta ekspozycja Bejt tfila – Dom modlitwy prezentująca podstawowe wyposażenie tradycyjnej synagogi. Zwiedzający mogą zobaczyć ponad trzydzieści ocalonych z Zagłady zabytków pochodzących z polskich i niemieckich synagog. Wśród nich są zarówno obiekty rytualne (np. aron ha-kodesz, parochet, zwój Tory), jak i przedmioty codziennego użytku (np. klucze do bóżnicy). Najstarsze eksponaty pochodzą z XVIII i pierwszej połowy XIX wieku.
Muzeum posiada dużą kolekcję malarstwa, grafiki i rzeźby artystów żydowskich, takich jak Roman Kramsztyk, Maurycy Gottlieb, Henryk Kuna, Erno Erb czy Alina Szapocznikow. W większości zostały one przekazane przez działaczy Żydowskiego Towarzystwa Krzewienia Sztuk Pięknych.

### Wystawy
14 listopada 2017 r. w siedzibie ŻIH została otwarta wystawa stała „Czego nie mogliśmy wykrzyczeć światu”, na której są prezentowane oryginale dokumenty Podziemnego Archiwum Getta Warszawy, a także jedna z dwóch baniek, które posłużyły do ukrycia dokumentów. Głównym tematem wystawy jest działalność konspiracyjnej grupy Oneg Szabat w getcie warszawskim oraz stworzone przez nią unikatowe Archiwum: od jego powstania do dzisiaj.

#### Wystawy czasowe
Instytut organizuje regularne wystawy tematyczne: artystyczne (ukazujące sztukę przedwojenną, czasów wojny i współczesną), fotograficzne (fotografia przedwojenna i współczesna), historyczne (poświęcone m.in. Archiwum Ringelbluma, powojennej historii Żydów polskich, starodrukom), świąteczne (związane ze świętami żydowskimi), a także wystawy plenerowe. Większe wystawy czasowe: „Rabi, rabin, rebe”, „Sztuka polska wobec Holokaustu”, „Bracia Hirszenbergowie – w poszukiwaniu ziemi obiecanej”, „Szmul Zygielbojm. Milczeć nie mogę i żyć nie mogę”.

### Działalność naukowa
Żydowski Instytut Historyczny to największy w Polsce zespół naukowy zajmujący się dziedzictwem żydowskim i językiem jidysz. Członkowie poszczególnych pracowni badają zbiory zgromadzone w Archiwum, opracowują je naukowo, są autorami publikacji poświęconych historii i kulturze Żydów.

#### Pracownie badawcze
- Pracownia badań nad Edycją Archiwum Ringelbluma
- Pracownia Encyklopedii Getta Warszawskiego
- Pracownia ds. życia społecznego ludności żydowskich w dużych ośrodkach miejskich na ziemiach polskich (Wielkomiejska)
- Pracownia badań nad duchowością żydowską na ziemiach polskich

#### Projekty badawcze
- Myśl filozoficzna wobec zagłady Żydów
- Badania i dokumentacja żydowskich grobów i miejsc egzekucji z czasów II wojny światowej
- Karaimi i religia karaimska w średniowiecznych źródłach rabinicznych. Studium komparatywne i przekład „Kuzari” Judy Halewiego
- Związani historią. Stosunki polsko–żydowskie na ziemiach polskich

### Działalność wydawnicza
Publikacje Wydawnictwa Żydowskiego Instytutu Historycznego można podzielić na zasadnicze grupy: wspomnienia, relacje i dzienniki dotyczące głównie losów Żydów w okresie Zagłady, opracowania oparte na materiałach zgromadzonych w archiwum i bibliotece ŻIH, przekłady najważniejszych dzieł literatury światowej dotyczącej Zagłady, literatura religioznawcza, literatura piękna, katalogi wystaw.

#### Serie wydawnicze
- „Z dziejów Centralnego Komitetu Żydów w Polsce”
- „Wydanie Krytyczne Prac Centralnej Żydowskiej Komisji Historycznej”
- „Źródła do studiów nad duchowością Żydów”

### Badania genealogiczne
Dział Genealogii ŻIH istniał początkowo jako projekt genealogiczny przy ŻIH wspierany przez Fundację Ronalda S. Laudera, obecnie – dzięki wsparciu The Taube Foundation for Jewish Life & Culture z San Francisco – jako Dział Genealogii ŻIH. Informacje o poszukiwaniach i ich rezultatach są publikowane na stronie internetowej Instytutu i w mediach społecznościowych.

### Projekty kulturalne
Działalność edukacyjna i kulturalna jest niezwykle istotną częścią misji ŻIH, który współpracuje w tym obszarze z wieloma instytucjami w Polsce i za granicą. Dużą wagę przykłada do propagowania i ochrony dziedzictwa języka jidysz, fundamentalnego dla tożsamości żydowskiej.
Od 2012 r. Żydowski Instytut Historyczny wspólnie ze środowiskami żydowskimi organizuje „Marsz Pamięci 22 lipca”, którego celem jest przywrócenie pamięci o 300 tysiącach Żydów zamordowanych w obozie zagłady Treblinka II. Instytut jest również współorganizatorem uroczystych obchodów rocznicy buntu więźniów w obozie zagłady w Treblince 2 sierpnia.
Tradycją Żydowskiego Instytutu Historycznego są „Czwartki na Tłomackiem” – cotygodniowe spotkania obejmujące prelekcje popularnonaukowe, wykłady, koncerty, wieczory autorskie, panele dyskusyjne, pokazy filmów. Co roku ŻIH uczestniczy w cyklicznych i jednorazowych imprezach kulturalnych, organizując pokazy filmów, oprowadzania po wystawach, wykłady, warsztaty, lekcje muzealne, debaty, spotkania książkowe. W ten sposób uczestniczy w Nocy Muzeów, Festiwalu Nauki, Festiwalu Warszawa Singera (we współpracy z Fundacją Szalom) czy Pardes Festival w Kazimierzu Dolnym.

### Działalność edukacyjna
ŻIH jest organizatorem zajęć edukacyjnych skierowanych do uczniów, studentów, nauczycieli i seniorów, zarówno z Polski, jak i z zagranicy. Ich celem jest przybliżenie historii, kultury i religii polskich Żydów oraz zagadnień związanych z Holokaustem. Instytut organizuje także spacery edukacyjne. Ich tematyka jest zróżnicowana, związana zarówno z miejscami na mapie Warszawy (Muranów, Praga, getto warszawskie, ulica Nalewki, cmentarz żydowski), jak i wybitnymi postaciami, takimi jak: Janusz Korczak, Emanuel Ringelblum i członkowie grupy Oneg Szabat czy Icchok Lejbusz Perec.

### Rada Programowa
Członkami Rady Programowej Żydowskiego Instytutu Historycznego byli w latach 2013–2017: Monika Adamczyk-Garbowska, Sławomir Buryła, Barbara Engelking, Tadeusz Epsztein, Jan Grabowski, Jerzy Kochanowski, Grzegorz Krzywiec, Anna Landau-Czajka, Eugenia Prokop-Janiec, Michael Steinlauf, Jean-Charles Szurek. Następnie skład Rady kształtował się następująco: Grzegorz Berendt, Piotr M. A. Cywiński (przewodniczący), Tadeusz Epsztein, Michał Galas, Tomasz Kawski, Anna Landau-Czajka, Joanna Nalewajko-Kulikov, Mateusz Szpytma, Wacław Wierzbieniec, Konrad Zieliński (wiceprzewodniczący) i Anna Ziółkowska. Obecnie skład Rady kształtuje się następująco: prof. dr hab. Grzegorz Berendt (przewodniczący), prof. dr hab. Monika Adamczyk-Garbowska, prof. dr hab. Sławomir Buryła, prof. dr hab. Tadeusz Epsztein, Joanna Hofman, dr hab. Witold Mędykowski, Jarosław Sellin, Albert Stankowski, prof. dr hab. Wacław Wierzbieniec

### Pracownicy
Żydowski Instytut Historyczny zatrudnia ponad 70 pracowników merytorycznych, skupionych głównie w: dziale naukowym, archiwum, bibliotece, muzeum, dziale komunikacji i promocji, dziale edukacji i w pracowni konserwacji.
- Profesorowie tytularni: Andrzej Żbikowski
- Doktorzy habilitowani: Jan Doktór, August Grabski, Katarzyna Person, Piotr Weiser, Rafał Żebrowski, Jolanta Żyndul
- Doktorzy: Magdalena Bendowska, Eleonora Bergman, Bartosz Borys, Zofia Borzymińska, Helena Datner, Maria Ferenc, Paweł Fijałkowski, Agnieszka Jeż, Piotr Kendziorek, Ewa Koźminska-Frejlak, Justyna Majewska, Anna Rosner, Karolina Szymaniak, Zofia Trębacz, Marzena Zawanowska, Agnieszka Żółkiewska.

#### Byli pracownicy zasłużeni dla instytutu
- Adam Bielecki (1915–2001),
- Józef Chajn (1941–2010),
- Szymon Datner (1902–1989),
- Danuta Dąbrowska (1925–2015),
- Artur Eisenbach (1906–1992),
- Marian Fuks (1914-2022),
- Paweł Goldkraut (1898–1978),
- Daniel Grinberg (ur. 1950),
- Maria Grinberg (1912–1994),
- Michał Grynberg (1909–2000),
- Agnieszka Haska
- Zygmunt Hoffman (1911–1992)
- Elżbieta Horn (1921–2005),
- Maurycy Horn (1917–2000),
- Ninel Kameraz-Kos (1937–2011),
- Bernard Ber Mark (1908–1966),
- Janina Morgensztern (1903–1970),
- Aleksander Pakentreger (1916–2007),
- Adam Rutkowski (1912–1987),
- Ruta Sakowska (1922–2011),
- Bella Szwarcman-Czarnota (ur. 1945),
- Paweł Śpiewak (1951–2023),
- Feliks Tych (1929–2015),
- Bożena Umińska-Keff (ur. 1948),
- Joanna Wiszniewicz (1947–2009),
- Helena Wajcman (1912-1995),
- Olga Zienkiewicz (1955–2013).

### Dyrekcja[24]
| - Dyrekcja Żydowskiego Instytutu Historycznego - Dyrektor: Michał Trębacz - Zastępca Dyrektora ds. Programowych: Zuzanna Schnepf-Kołacz - Zastępca Dyrektora ds. Zbiorów: Monika Taras |  | - Dyrektorzy: - od 2024: Michał Trębacz - 2021–2024: Monika Krawczyk - 2011–2020: Paweł Śpiewak - 2007–2011: Eleonora Bergman - 1995–2006: Feliks Tych - 1994–1995: Daniel Grinberg - 1991–1994: Marian Fuks - 1970–1991: Maurycy Horn - 1968–1970: Szymon Datner - 1966–1968: Artur Eisenbach - 1949–1966: Bernard Ber Mark - 1947–1949: Nachman Blumental |

## Rada Programowa (kadencja 2024–2028)[26]
- dr Helena Datner
- prof. Havi Dreifuss(inne języki)
- prof. dr. hab. Barbara Engelking
- dr Zuzanna Hertzberg
- prof. Samuel D. Kassow
- prof. dr hab. Adam Kaźmierczyk
- prof. dr hab. Anna Landau-Czajka
- prof. dr hab. Łukasz Niesiołowski-Spanò
- Shana Penn
- prof. dr hab. Dariusz Stola
- Piotr Wiślicki
- prof. dr hab. Marcin Wodziński – przewodniczący
  - Marian Turski